# Endosulfan

Endosulfan - strukturní vzorec

Endosulfan (systematický název 6,7,8,9,10,10-hexachlor-1,5,5a,6,9,9a-hexahydro-6,9-methano-2,4,3-benzodioxathiepin-3-oxid) je širokospektrální organochloridový insekticid používaný v zemědělství od 50. let 20. století. Patří mezi endokrinní disruptory. V dubnu 2011 byl endosulfan přidán jako 22. látka na seznam nebezpečných perzistentních organických látek regulovaných Stockholmskou úmluvou.